# Luce Langevin
Pour les articles homonymes, voir Langevin et Dubus (homonymie).
Luce Langevin, née Dubus, née le 26 décembre 1899 à Marissel et morte le 26 août 2002 à Paris, est une physicienne française, agrégée de sciences physiques et naturelles, professeur au lycée Fénelon à Paris et militante communiste.

## Biographie
Luce Dubus naît le 26 décembre 1899 à Marissel (Oise) dans une famille d'instituteurs.

### Formation
Elle est élève à l'École normale supérieure de jeunes filles de Sèvres (promotion S1920). Elle suit les cours de Paul Langevin, ainsi que ceux de Jean Perrin et d'Aimé Cotton. Elle obtient ensuite l'agrégation féminine de sciences physiques, chimiques et naturelles.

### Enseignante et militante
De 1930 à 1960, Luce Langevin enseigne la physique et la chimie au lycée Fénelon à Paris. Elle milite activement, participant à des réunions du Comité de vigilance des intellectuels antifascistes, où elle s’oppose aux « pacifistes intégraux » comme Michel Alexandre.
À partir de 1934, elle milite dans le Comité mondial des femmes contre la guerre et le fascisme, aux côtés de Gabrielle Duchêne. Elle prend ensuite position contre la non-intervention lors de la Guerre d'Espagne.
En 1935, elle adhère au Parti communiste et participe aux grèves de 1936. Elle participe ensuite à la création de l'Université libre. Après la Libération, elle continue une vie active d'enseignante, de scientifique et de militante communiste.
De 1937 à 1938, elle est secrétaire de la branche française du Comité mondial des femmes contre la guerre et le fascisme, et travaille avec Maria Rabaté et Bernadette Cattanéo.
Elle adhère également à l’Internationale des travailleurs de l’enseignement, où elle fait la connaissance de Georges Cogniot, dont elle devient une proche collaboratrice.
Elle est par ailleurs l'auteur de nombreux articles scientifiques et politiques parus dans la revue La Pensée, ainsi que d'une biographie consacrée au polymathe russe des Lumières Mikhaïl Lomonossov (1711-1765)
Elle meurt à Paris le 26 août 2002 à l'âge de cent deux ans,.

### Famille
Luce Dubus est la troisieme enfant d'Hermin Dubus (1875-1973), instituteur et auteur de livres pour enfants, elle a un frère et une sœur.
Le 16 juillet 1925, elle épouse André Langevin, le fils du physicien Paul Langevin. Elle est très influencée par son beau-père pour lequel elle nourrit une grande admiration.
André et Luce auront deux enfants, Michel, physicien nucléaire et époux d'Hélène Joliot-Curie, et Aline, professeur d'anglais.

## Publications
- Le miracle de la TSF : histoire du télégraphe et du téléphone, Éditions Bourrelier, 1952.
- « Matérialisme et empiriocriticisme » et l'enseignement de la physique », La Pensée, 1959, lire en ligne sur Gallica.
- « Galilée et la naissance de la science moderne », Cercle d'éducation populaire, 1965, en ligne sur Google Livres.
- Lomonossov (1711-1765) : sa vie, son œuvre, Paris, Éditions sociales, 1967[8].
- « Les premiers intellectuels communistes français », avec Georges Cogniot, La Pensée, 1967, lire en ligne sur Gallica.
- « Gassendi traduit en russe. À quand l'édition en français ?», La Pensée, 1968, lire en ligne sur Gallica.
- « Les machines à penser et la pensée », La Pensée, 1969, lire en ligne sur Gallica.
- « De Mendeleïev aux transactinides », Science Progrès Découverte, 1970 en ligne.
- « Le centenaire de la loi de Mendeleïev », La Pensée, 1970, lire en ligne sur Gallica.
- « La pénétration des œuvres de Lomonossov dans la France du XVIIIe siècle », Dix-Huitième Siècle, 1971.
- L'importance de l'histoire des sciences dans l'éducation, La Pensée, 1972, lire en ligne sur Gallica.
- Paul Langevin et Albert Einstein d'après une correspondance et des documents inédits, La Pensée, 1972, lire en ligne sur Gallica.
- « Écologie et politique », La Pensée, 1973, lire en ligne sur Gallica.
- « Les 250 années de l'Académie des Sciences de l'U.R.S.S. », La Pensée, 1976, lire en ligne sur Gallica.
- Savoir et démocratie: textes et interventions parlementaires, 1936-1976, avec Georges Cogniot, Paris, Éditions sociales, 1981.
- L’Incendie du Reichstag dans la presse et l'histoire, avec Christian Roulette et André Langevin, préface de Robert Chambeiron, Éditions de la Croix de Chavaux, 1983, 101 pages, en ligne sur Google Livres.